# محمد عطا
محمد محمد الأمير عوض السيد عطا (1 سبتمبر 1968 – 11 سبتمبر 2001) هو أحد الخاطفين للطائرات وهو مصري الجنسية وأحد قادة هجمات 11 سبتمبر، والتي تم فيها الاستيلاء على أربع طائرات تجارية أمريكية بهدف تدمير أهداف مدنية محددة. وقد شارك في الهجمات بقيادته لطائرة الخطوط الجوية الأمريكية الرحلة 11 وقام بالاصطدام بالطائرة في البرج الشمالي لمركز التجارة العالمي كجزء من هجمات منسقة. كان سنه في ذلك الوقت 33 عامًا وبذلك كان عطا أكبر الخاطفين التسعة عشر الذين شاركوا في الهجمات.
ولد عطا عام 1968 في بلدة صغيرة في دلتا النيل في مصر. كان في العاشرة من عمره عندما انتقل مع عائلته إلى حي عابدين في القاهرة. درس عطا الهندسة المعمارية في جامعة القاهرة، وتخرج في عام 1990، وواصل دراسته في ألمانيا في جامعة هامبورغ للتكنولوجيا. في هامبورغ، أصبح عطا مرتبطاً بمسجد القدس، حيث التقى مروان الشحي ورمزي بن الشيبة وزياد جراح، وقاموا معا بتشكيل خلية هامبورغ. اختفى عطا من ألمانيا لفترات من الوقت، وأمضى بعضها في أفغانستان، بما في ذلك عدة أشهر في أواخر عام 1999 وأوائل عام 2000 حيث التقى بأسامة بن لادن وغيره من قادة تنظيم القاعدة. تم تجنيد عطا وأعضاء خلية هامبورغ الآخرين من قبل بن لادن وخالد شيخ محمد للقيام بـ «عملية الطائرات» في الولايات المتحدة. عاد عطا إلى هامبورغ في فبراير 2000، وبدأ بالبحث عن التدريب على الطيران في الولايات المتحدة.
وصل عطا ومروان الشحي إلى الولايات المتحدة في يونيو عام 2000. وانتهى بهما المطاف في مدينة فينيس بولاية فلوريدا في مدرسة هوفمان للطيران، حيث اشتركا في برنامج معجَّل للتدريب على قيادة الطائرات. حصل عطا والشحي على مؤهل «كفاءة الطيران بواسطة العدادات» في نوفمبر 2000، واستمر التدريب على المحاكاة والطيران. في بداية مايو 2001، ساعد عطا في وصول الخاطفين العضليين. في يوليو 2001، سافر عطا إلى إسبانيا حيث التقى بن الشيبة لتبادل المعلومات ووضع اللمسات الأخيرة على العملية. في أغسطس 2001، سافر عطا في هيئة راكب على متن العديد من الرحلات الجوية «الاستكشافية»، لرسم خطة تنفيذ الهجمات.
في أوائل سبتمبر 2001، سافر عطا إلى مقاطعة الأمير جورج في ولاية ماريلاند، حيث كان زميله الخاطف هاني حنجور موجودا في ذلك الوقت. ثم سافر عطا إلى بوسطن. في 10 سبتمبر (قبل يوم من الهجمات)، سافر عطا مع عبد العزيز العمري إلى مدينة بورتلاند بولاية مين. قاموا بقضاء ليلتهم في فندق Comfort Inn في جنوب بورتلاند. وفي صباح 11 سبتمبر، سافر عطا والعمري على طائرة «كولجان إير» عائدين إلى بوسطن، ومن هناك استقلوا طائرة الخطوط الجوية الأمريكية الرحلة 11. بعد مرور 15 دقيقة على الإقلاع، اقتحم فريق الخاطفين قمرة القيادة، وتولى عطا مهمة السيطرة على الطائرة. وفي الساعة 8:46 صباحا، قاد عطا الطائرة من طراز بوينغ 767 لتصطدم بالبرج الشمالي لمركز التجارة العالمي. أدى الحادث إلى انهيار البرج بعد 102 دقيقة في الساعة 10:28 صباحاً، مما أدى في النهاية إلى مقتل أكثر من 1600 من المدنيين والمستجيبين الأوائل.

## الأسماء المستعارة
تعددت أسماء محمد عطا في الوثائق الرسمية، ما بين «مِهَان عطا» و«محمد الأمير» و«محمد عطا» و«محمد السيد» و«عوض السيد عطا» و«عوض السيد». في ألمانيا، قام بالتسجيل باسم محمد الأمير عوض السيد عطا، أما في جامعة هامبورغ للتكنولوجيا فقد استخدم الاسم محمد الأمير. في وصيته المكتوبة في عام 1996، قدم عطا نفسه باسم «محمد بن محمد الأمير عوض السيد». كما ادعى عطا لنفسه جنسيات مختلفة، فأحيانًا يقول بأنه مصري الجنسية وأحيانًا أخرى يخبر الناس أنه من دولة الإمارات العربية المتحدة.

## النشأة
ولد عطا في 1 سبتمبر 1968، في مدينة كفر الشيخ، وتقع في منطقة دلتا النيل في مصر. كان والده، محمد الأمير عوض السيد عطا، محامياً، تلقى تعليمه في تخصص الشريعة والقانون المدني. والدته، بثينة محمد مصطفى شِراقي، تنحدر من عائلة ثرية تعمل في مجال الزراعة والتجارة وكانت متعلمة أيضا. تزوجت بثينة ومحمد (الأب) عندما كان عمرها 14 سنة، من خلال زواج مدبّر. لم يكن لعائلة محمد سوى عدد قليل من الأقارب من جهة الأب وأبقت على مسافة من عائلة بثينة. كان والد عطا يوصف من قبل أصهاره بأنه «متزمت ومتشدد ومنعزل»، واعتقد الجيران أن هذه الأسرة منعزلة. كان عطا الابن الوحيد؛ حيث كانت لديه شقيقتان أكبر منه سناً، كلاهما على درجة عالية من التعليم والنجاح في مهنتيهما، إحداهما تعمل طبيبة والأخرى أستاذة جامعية.
عندما كان عطا في العاشرة من عمره، انتقلت عائلته إلى حي عابدين بالقاهرة بالقرب من وسط المدينة. استمر والد عطا في الحفاظ على انطوائية العائلة، ولم يسمح لعطا بالتواصل الاجتماعي مع أطفال الحي الآخرين. قضى عطا معظم وقته يدرس في المنزل، وكان متفوقاً في المدرسة. في عام 1985، دخل عطا جامعة القاهرة، حيث بدأ في دراسة الهندسة. كان عطا واحداً من الطلاب الذين حصلوا على أعلى الدرجات، وقد تم قبوله خلال السنة الأخيرة في الكلية في برنامج الهندسة المعمارية الانتقائي للغاية. في عام 1990، تخرج عطا مع شهادة في الهندسة المعمارية وانضم إلى نقابة المهندسين. ثم عمل لعدة أشهر في مركز التطوير الحضري في القاهرة، حيث تولى أعمالاً في التصميم والتخطيط والبناء المعماري. في عام 1990، انتقلت عائلة عطا للعيش في شقة في الطابق الحادي عشر في مدينة الجيزة.

## ألمانيا

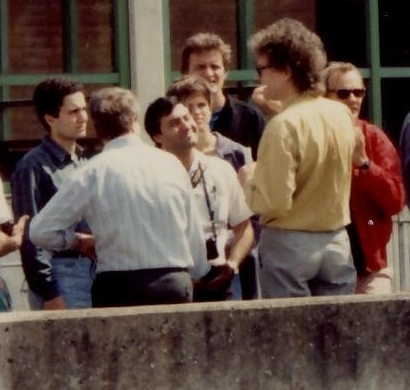
محمد عطا (على اليسار) عندما كان يدرس في ألمانيا، 1993

تخرج عطا من جامعة القاهرة بتقدير متوسط والذي لم يكن كافياً للقبول في برنامج الدراسات العليا بالجامعة. أصر والده على ضرورة قيامه بالسفر إلى الخارج من أجل استكمال الدراسات العليا، وعندها التحق عطا ببرنامج تعلم اللغة الألمانية في معهد جوته في القاهرة. في عام 1992، قدم والد عطا دعوة لزوجين ألمانيين لتناول العشاء أثناء زيارتهما إلى القاهرة. أدار الزوجان الألمانيان برنامجاً للتبادل الطلابي بين ألمانيا ومصر، واقترحا أن يتابع عطا دراسته في ألمانيا. عرضوا عليه مكانا مؤقتا للعيش في منزلهم في المدينة. وانتهى الأمر بمحمد عطا في ألمانيا بعدها بأسبوعين، وذلك في يوليو 1992.
في ألمانيا، التحق عطا ببرنامج الدراسات العليا للتخطيط الحضري في جامعة هامبورغ للتكنولوجيا. في بداية الأمر مكث عطا مع الزوجين والذين كانا معلمين في المدرسة الثانوية، لكنهم وجدوا عطا مخيبا للآمال بسبب عقله المغلق الذي لا يتقبل أفكارا جديدة وشخصيته شديدة الانطوائية. كما بدأ عطا في الالتزام بنظام غذائي إسلامي صارم، وكان يتردد على المسجد ونادرا ما كان يخالط الناس، ولم يكن ودودًا تجاه ابنة الزوجين والتي كانت غير متزوجة ولديها طفل صغير. وبعد ستة أشهر، طلب الزوجان منه المغادرة.
بحلول أوائل عام 1993، انتقل عطا إلى السكن الجامعي. كان يشترك في شقة في منطقة زنترومسهاوس مع اثنين من الرفقاء في الغرفة. بقي في منطقة زنترومسهاوس حتى عام 1998. وخلال ذلك الوقت، أصيب رفقاء الغرفة بالإحباط من سلوك عطا، الذي نادرا ما كان مرتباً، وانغلق على نفسه لدرجة أنه كان يدخل ويخرج من الغرفة ولا يهتم لوجود الآخرين. وبعيدا عن أي شيء، لم يكن باستطاعتهم التعامل مع شخصية عطا، التي وصفت بأنها «شخصية منعزلة وعدوانية بشكل كامل تقريبا».

### الدراسات الأكاديمية
في جامعة هامبورغ للتكنولوجيا، درس عطا تحت إشراف رئيس القسم ديتمار ماخوله المتخصص في الدراسات في منطقة الشرق الأوسط. كان عطا معنيّاً بشأن التنمية الحديثة وتشييد المباني الشاهقة في القاهرة وغيرها من المدن القديمة في الشرق الأوسط. كان يعتقد أن المجمعات السكنية الكبيرة، غير الشخصية، والقبيحة في كثير من الأحيان التي بنيت في الستينيات والسبعينيات من القرن الماضي قد تسببت في اختفاء الأحياء القديمة، وجردت الناس من الخصوصية والاعتبار. انتقلت عائلة عطا إلى مجمع سكني من هذا النوع في عام 1990، والذي كان بالنسبة إليه «رمزاً مهترئا لمحاولات مصر العشوائية للتحضر وتبنيها الصارخ للثقافة الغربية». في أطروحته، ركز عطا دراسته على مدينة حلب القديمة في سوريا. وقام باستكشاف تاريخ المناظر الطبيعية الحضرية في حلب والمحاور العامة للصراع بين الحضارة العربية والحداثة. وانتقد عطا كيف أن ناطحات السحاب الحديثة ومشاريع التنمية في حلب كانت تمزق نسيج تلك المدينة عن طريق حجب الشوارع العامة وتشويه الأفق.
في عام 1994 قام الأستاذ ديتمار ماخوله، أستاذ عطا، بدعوته إلى زيارة مدينة حلب في زيارة علمية أثرية مدتها ثلاثة أيام. انتهت هذه الزيارة بقضاء عطا لعدة أسابيع في حلب خلال شهر أغسطس 1994، وزارها مرة أخرى في شهر ديسمبر. وأثناء وجوده في سوريا، قابل أمل، وهي شابة فلسطينية، عملت هناك في دائرة التخطيط التابعة للحكومة. وصف فولكر هاوت، الذي كان مسافراً مع عطا، أمل بأنها فتاة «جذابة وواثقة من نفسها». راعت أمل الضوابط الإسلامية، حيث أخذت سيارات الأجرة من وإلى المكتب حتى لا تدخل في اتصال جسدي مباشر مع الرجال في الحافلات. لكنها كانت «متحررة» و«صعبة». لقد بدا وكأنهم ينجذبون إلى بعضهم البعض، لكن عطا سرعان ما يفسر له أنه ولسوء الحظ «لديها توجه مختلف تماما وأن تحرر السيدة الشابة لا يناسبه.» كان هذا أقرب شيء يتعلق بالرومانسية بالنسبة لعطا. في منتصف عام 1995، أمضى عطا ثلاثة أشهر في القاهرة مع زملائه الطلاب فولكر هاوت ورالف بودنشتاين، ضمن منحة من جمعية كارل ديسبيرغ. لقد قاموا بالبحث في آثار إعادة التطوير في الحي القديم للقاهرة الإسلامية الذي أرادت الحكومة تطويره من أجل السياحة. ولكن بقي عطا في القاهرة مع عائلته بعد أن عاد هاوت وبودنشتاين إلى ألمانيا.

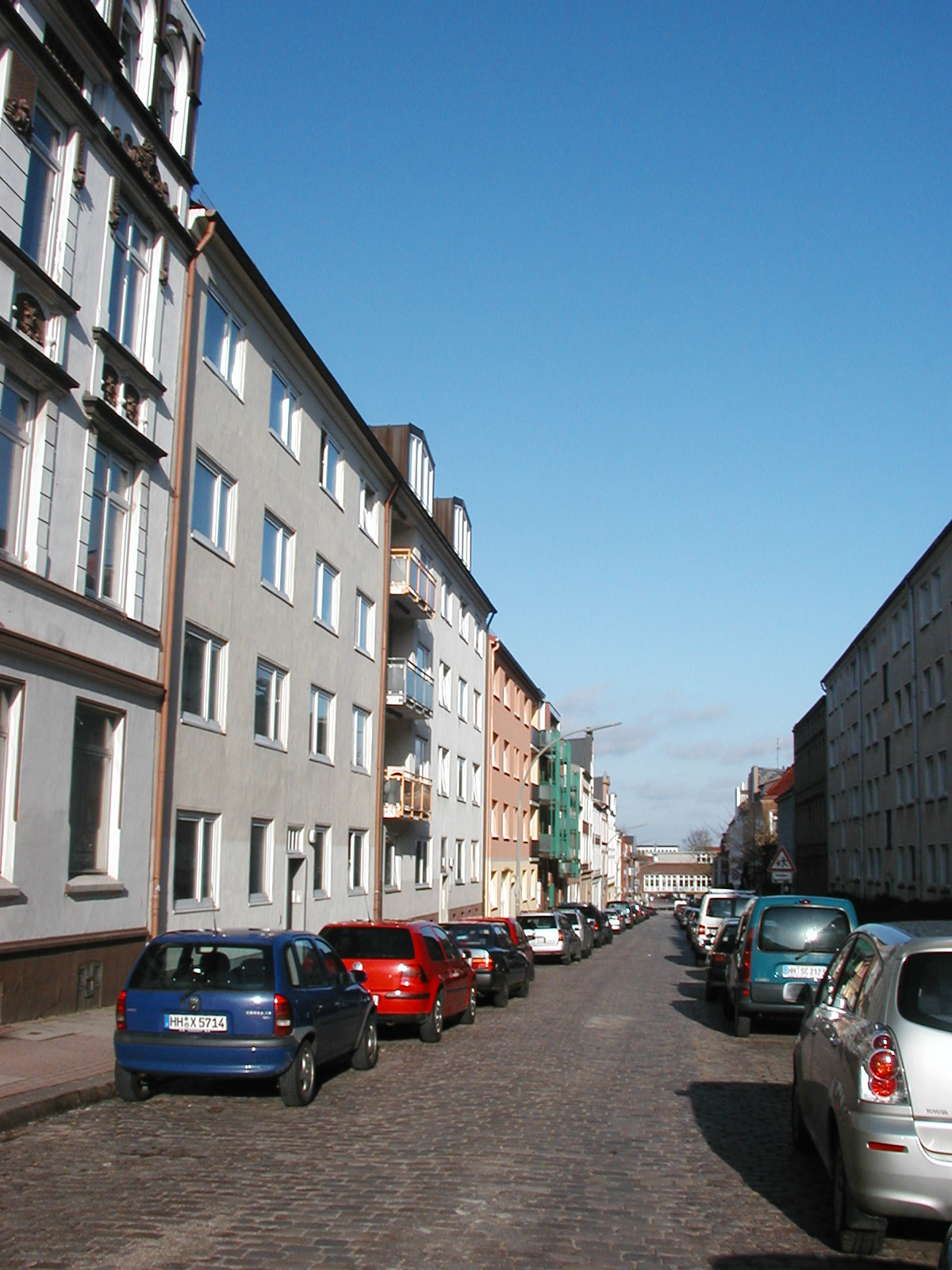
الشقة التي سكن فيها كل من عطا وبحجي وبن الشيبة من عام 1998 وحتى عام 2001 في منطقة مارينشتراسه، هامبورغ، ألمانيا.

أثناء وجوده في هامبورغ، شغل عطا العديد من الوظائف، والتي شملت وظيفة بدوام جزئي في شركة Plankontor وشركة تخطيط حضري من عام 1992 حتى منتصف عام 1997، وذلك عندما تم تسريحه. تراجعت أعمال الشركة، وعندما قامت الشركة بشراء نظام CAD (التصميم بمساعدة الكمبيوتر)، «لم تعد هناك حاجة إلى رسومات التصاميم التي يقوم بها عطا.» عمل عطا أيضًا في شركة نظافة، وقام بشراء السيارات وبيعها لكسب المزيد من المال. وبعد الدراسة في هامبورغ، أراد عطا العودة إلى القاهرة من أجل العمل، ولكن كانت هناك فرص عمل قليلة، حيث لم يكن لدى أسرته «الروابط العائلية المناسبة». كان عطا قلقًا أيضًا بشأن نشاط الحكومة المصرية في اعتقال النشطاء السياسيين، وكان لديه مخاوف من أن يكون هو أيضًا مستهدفًا بسبب معتقداته الاجتماعية والسياسية.

### التعصب الديني
بعد قدومه إلى هامبورغ عام 1992، أصبح عطا أكثر تديناً وكثيراً ما كان يرتاد المسجد. وصفه أصدقاؤه في ألمانيا بأنه رجل ذكي لديه معتقدات دينية، إلى جانب دوافع سياسية، بما في ذلك الغضب من سياسة الولايات المتحدة تجاه الشرق الأوسط، لا سيما اتفاقيات أوسلو وحرب الخليج. كان عطا أيضا غاضبا من النخبة الحاكمة في مصر ومن حملة الحكومة المصرية على أعضاء جماعة الإخوان المسلمين.
في 1 أغسطس 1995، عاد عطا إلى مصر لمدة ثلاثة أشهر من أجل الدراسة. وكان قد قام بإطلاق لحيته قبل العودة إلى مصر. وهذه كانت علامة من علامات التدين، ولكن كان ينظر إليها أيضًا على أنها إشارة سياسية. عاد عطا إلى هامبورغ في 31 أكتوبر 1995، وانضم إلى رحلة الحج إلى مكة المكرمة في خريف تلك السنة.
في هامبورغ، تم جذب عطا إلى مسجد القدس، حيث انضم فيه إلى نسخة «قاسية، لا تقبل المساومة، أصولية ومتشددة على نحو لا لبس فيه» وهي تابعة للإسلام السني. اكتسب عطا بعض المعارف في مسجد القدس، وقام بعض منهم بزيارته في زنترومسهاوس. كما بدأ تدريس الدروس في في مسجد القدس، وكذلك في مسجد تركي بالقرب من منطقة هاربورغ. كما شكل عطا مجموعة للصلاة انضم فيها أحمد مقلد ومنير المتصدق. كان رمزي بن الشيبة هناك أيضًا يقوم بتدريس دروس عرضية، وأصبح صديقًا لعطا.
في 11 أبريل 1996، وقع عطا وصيته الأخيرة في المسجد، معلنا رسميا عن معتقداته الإسلامية وقدم 18 توجيه بشأن مراسم دفنه. كان هذا هو اليوم الذي هاجمت فيه إسرائيل لبنان في عملية عناقيد الغضب، والتي أثارت غضب عطا. وبتوقيع الوصية، كان رد فعل عطا هو أن عرض «التضحية بحياته». وتعكس التعليمات الواردة في وصيته الأخيرة ممارسات الجنازات السنية، إلى جانب بعض المطالب الأكثر تقييدا حسب المنهج السلفي، بما في ذلك مطالبة الناس بعدم «البكاء والصراخ» أو إظهار الانفعال. تم توقيع الوصية من قبل المتصدق وشخص آخر في المسجد.
بعد مغادرته لشركة Plankontor في صيف عام 1997، اختفى عطا مرة أخرى من الوسط ولم يظهر حتى عام 1998. لم يحرز عطا أي تقدم فيما يتعلق برسالته الأكاديمية. وكان عطا قد أجرى اتصالا هاتفيا مع موظف شؤون الخريجين وإسمه ماخوله، وأخبره بأن لديه مشاكل عائلية في المنزل، قائلاً: «أرجوكم تفهموا، لا أريد أن أتحدث عن هذا». في العطلة الشتوية في عام 1997، غادر عطا ولم يعد إلى هامبورغ لمدة ثلاثة أشهر. وقال إنه قد ذهب إلى مكة لمرة أخرى وكان ذلك بعد 18 شهراً من أول مرة ذهب فيها إلى مكة. يزعم تيري ماكديرموت أنه من غير المعتاد لشخص ما أن يذهب إلى الحج بعد فترة وجيزة من ذهابه في مرة سابقة وأن يقوم بقضاء ثلاثة أشهر هناك (أكثر مما يقتضيه الحج)، ولكن يوجد اختلاف في الآراء حول وجاهة هذا الادعاء. عندما عاد عطا، ادعى أن جواز سفره ضاع وتقدّم بطلب للحصول على جواز سفر جديد، وهو تكتيك شائع لمحو أدلة السفر إلى أماكن مثل أفغانستان. عندما عاد عطا في ربيع عام 1998، بعد أن اختفى لعدة أشهر، كان قد نمًى لحية طويلة وسميكة، و«بدا أكثر جدية وانعزالية» بالنسبة لأولئك الذين عرفوه.
بحلول منتصف 1998، لم يعد عطا مستحقا للحصول على سكن جامعي في زنترومسهاوس. وانتقل إلى شقة قريبة في حي فيلهلمسبورغ، حيث عاش مع سعيد بحجي ورمزي بن الشيبة. بحلول أوائل عام 1999، أنهى عطا رسالته، وأُجريت مناقشتها رسميا في أغسطس 1999.
في منتصف عام 1998، عمل عطا إلى جانب الشحي، وبن الشيبة، وبلفاس، في مستودع لأجهزة الكمبيوتر، حيث كانوا يقومون بتعبئة أجهزة الكمبيوتر في صناديق للشحن. لم تبق مجموعة هامبورغ في فيلهلمسبورغ لفترة طويلة. انتقلوا في الشتاء التالي إلى شقة في شارع مارينشتراسه 54 في إقليم هاربورغ، بالقرب من جامعة هامبورغ للتكنولوجيا والتي التحقوا بها. من هنا نشأت خلية هامبورغ وبدأ أعضاؤها يتصرفون كمجموعة. كانوا يلتقون ثلاث أو أربع مرات في الأسبوع لمناقشة مشاعرهم المناهضة لأمريكا ولتدبير ما يمكن من هجمات. وقد عاش العديد من أعضاء القاعدة في هذه الشقة في أوقات مختلفة، بما في ذلك الخاطف مروان الشحي وزكريا الصبار وغيرهم.
في أواخر عام 1999، قرر عطا، والشحي، وجراح، وبحجي، وبن الشيبة السفر إلى الشيشان للقتال ضد الروس، ولكن أقنعهم خالد المصري ومحمدو ولد صلاحي بتغيير خططهم في اللحظة الأخيرة. وبدلا من ذلك، سافروا إلى أفغانستان لمدة أسبوعين في أواخر نوفمبر. في 29 نوفمبر 1999، استقل محمد عطا رحلة الخطوط الجوية التركية TK1662 من هامبورغ إلى إسطنبول، ومن هناك حول وجهته واستقل رحلة TK1056 إلى كراتشي، باكستان. وبعد وصولهم إلى أفغانستان، تم اختيارهم من قبل القيادي بالقاعدة محمد عاطف كمرشحين مناسبين للاشتراك في الخطة الموضوعة من أجل «عملية الطائرات». لقد كانوا جميعاً متعلمين بشكل جيد، ولديهم خبرة في العيش في المجتمع الغربي، إلى جانب بعض مهارات اللغة الإنجليزية، وكانوا قادرين على الحصول على تأشيرات. حتى قبل وصول بن الشيبة، تم إرسال عطا والشحي وجراح إلى منزل غامدي بالقرب من منزل بن لادن في قندهار، حيث كان ينتظر مقابلتهم. طلب منهم بن لادن التعهد بالولاء والالتزام بالمهمات الانتحارية حيث قبلها كل من عطا والثلاثة رجال الآخرين القادمين من هامبورغ. أرسلهم بن لادن لرؤية عاطف للحصول على لمحة عامة عن المهمة ، ثم أُرسِلوا إلى كراتشي لرؤية خالد شيخ محمد للاطلاع على التفاصيل.
وقال المحققون الألمان إن لديهم أدلة على أن محمد عطا تدرب في معسكرات القاعدة في أفغانستان من أواخر عام 1999 إلى أوائل عام 2000. تم التوصل إلى توقيت التدريب في أفغانستان في 23 أغسطس 2002 من قبل محقق كبير. ذلك المحقق هو كلاوس أولريش كيرستن وهو مدير الوكالة الفيدرالية الألمانية لمكافحة الجريمة Bundeskriminalamt (BKA). قدم المحقق أول تأكيد رسمي على أن عطا واثنين آخرين من الطيارين كانا في أفغانستان، وقدم أيضا التواريخ الأولى للتدريب في أفغانستان. وقال كيرستن في حديث صحفي في مقر الوكالة في فيسبادن إن عطا كان في أفغانستان من أواخر عام 1999 وحتى أوائل عام 2000، وأن هناك أدلة على أن عطا التقى بأسامة بن لادن هناك.
ظهر شريط فيديو في أكتوبر من عام 2006. أظهر القسم الأول من شريط الفيديو بن لادن في مزارع ترنك في 8 يناير 2000. وأظهر القسم الثاني عطا وزياد جراح يقومان بقراءة وصيتهما معا بعد عشرة أيام في 18 يناير. في رحلة العودة، غادر عطا كراتشي في 24 فبراير 2000، عن طريق رحلة TK1057 إلى إسطنبول حيث غير الوجهة واستقل رحلة TK1661 إلى هامبورغ. وفور عودته إلى ألمانيا، أبلغ عطا والشحي وجراح عن سرقة جوازات سفرهما، ربما لإخفاء تأشيرات السفر إلى أفغانستان.

## الولايات المتحدة

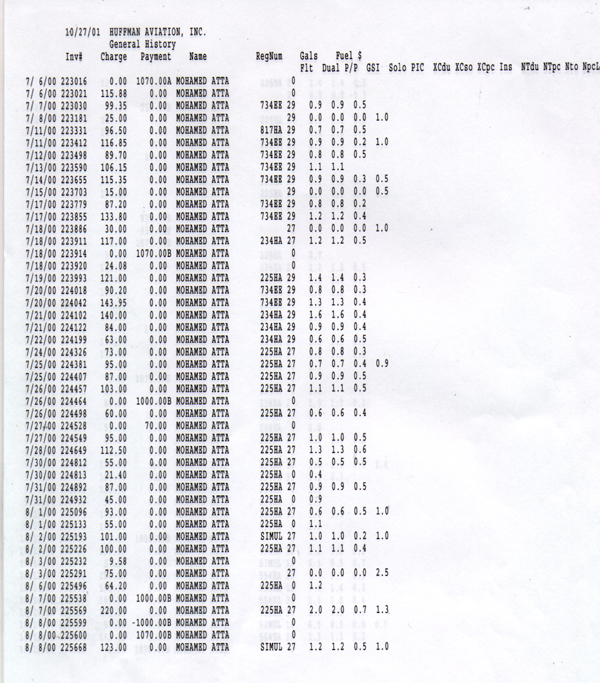
سجل رحلة محمد عطا.

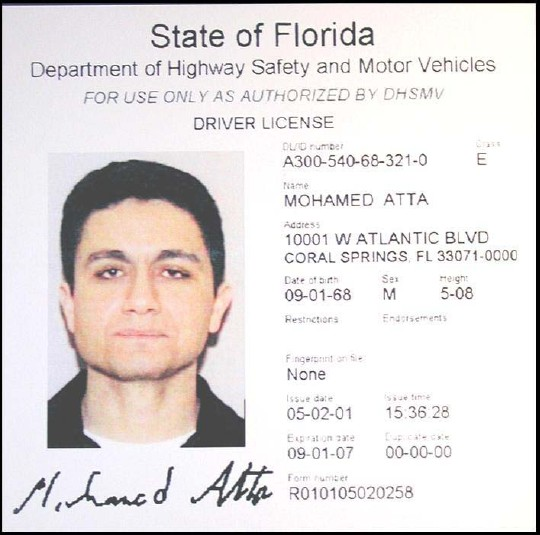
بطاقة هوية رخصة القيادة الخاصة بمحمد عطا

في 22 مارس 2000، كان عطا لا يزال في ألمانيا عندما أرسل بريدًا إلكترونيًا إلى أكاديمية ليكلاند في فلوريدا. وتساءل عن التدريب على الطيران قائلاً، «سيدي العزيز، نحن مجموعة صغيرة من الشباب من مختلف البلدان العربية. الآن، نحن نعيش في ألمانيا منذ فترة من الوقت لأغراض الدراسة. نود أن نبدأ في التدريب الخاص بمهنة طياري الخطوط الجوية المحترفين. في هذا المجال، ليس لدينا أية معرفة بعد ولكننا على استعداد للخضوع لبرنامج تدريبي مكثف (للحصول على شهادة طيار نقل جوي (ATP) وأعلى من ذلك في نهاية الأمر).» أرسل عطا 50–60 رسالة إلكترونية مماثلة إلى مدارس تدريب الطيران الأخرى في الولايات المتحدة.
في 17 مايو، تقدم عطا بطلب للحصول على تأشيرة دخول للولايات المتحدة. في اليوم التالي، حصل على تأشيرة لمدة خمس سنوات من فئة B-1/B-2 (سياحية/تجارية) من سفارة الولايات المتحدة في برلين. كان عطا قد عاش في ألمانيا لمدة تقرب من خمس سنوات، كما كان له «سجل قوي كطالب». ولذلك تم التعامل معه بشكل إيجابي ولم يتم التدقيق فيه. بعد حصوله على التأشيرة، استقل عطا حافلة في 2 يونيو من هامبورغ إلى براغ حيث أقام هناك طوال الليل قبل أن يسافر إلى الولايات المتحدة في اليوم التالي. وأوضح بن الشيبة في وقت لاحق أنهم اعتقدوا أن الأمر سيكون أفضل في توفير الأمن العملياتي لعطا إذا سافر من براغ بدلا من هامبورغ، حيث اعتاد عطا السفر من قبل. وبالمثل، سافر الشحي من مكان مختلف، من بروكسل.
في 6 يونيو 2002، بثت قناة ABC عبر برنامج World News Tonight مقابلة مع جونيل براينت، وهي موظفة قروض سابقة في وزارة الزراعة الأمريكية في جنوب فلوريدا، والتي تحدثت عن لقائها مع محمد عطا. حدث هذا اللقاء «في حوالي الأسبوع الثالث من شهر أبريل إلى الأسبوع الثالث من شهر مايو من عام 2000»، قبل تاريخ دخول عطا الرسمي إلى الولايات المتحدة (انظر أدناه). ووفقا لبراينت، أراد عطا تمويل شراء طائرة زراعية. وقالت براينت لبرنامج World News Tonight على قناة ABC «أراد عطا تمويلا لشراء طائرة مزدوجة المحرك وتسع ستة ركاب وتتم إزالة المقاعد.» أصر عطا على أن تكتب اسمه على أنه ATTA، وأنه في الأصل من مصر لكنه انتقل إلى أفغانستان، وأنه مهندس، وأن حلمه كان الذهاب إلى مدرسة طيران. سأل عطا عن البنتاغون والبيت الأبيض. وقال إنه يريد زيارة مركز التجارة العالمي وسأل براينت عن الأمن هناك. وذكر تنظيم القاعدة وقال إن المنظمة «يمكن أن توظف أعضاءً من الأمريكيين». وذكر أسامة بن لادن وقال «هذا الرجل سيصبح يوما ما أعظم قائد في العالم». وقالت براينت «إن الوصف الذي جاء في الصحيفة، كان بالضبط ما بدا عليه هذا الرجل.» اتصلت براينت بالسلطات بعد التعرف على عطا في التقارير الإخبارية. وقالت السلطات إن براينت اجتازت امتحان كشف الكذب.
وفقا للتقارير الرسمية، سافر عطا عبر الطيران من براغ إلى مطار نيوآرك الدولي، ووصل في 3 يونيو 2000. في ذلك الشهر، أقام عطا والشحي في الفنادق والغرف المستأجرة في مدينة نيويورك لفترات قصيرة الأجل. استمروا في الاستفسار عن مدارس الطيران وزاروا بعضا منها بأنفسهم، بما في ذلك مدرسة ايرمان للطيران في مدينة نورمان، ولاية أوكلاهوما، والتي زاروها في 3 يوليو 2000. بعد أيام، انتهى الأمر بعطا والشحي إلى الذهاب لمدينة فينيس بولاية فلوريدا. فتح عطا والشحي حسابات في بنك صن ترست وحصلا على حوالات مصرفية من علي عبد العزيز علي، ابن شقيق خالد شيخ محمد في دولة الإمارات العربية المتحدة. في 6 يوليو 2000، التحق كل من عطا والشحي بمدرسة هوفمان للطيران في مدينة فينيس، حيث قاما بالانضمام إلى البرنامج المعجل للتدريب على الطيران، بينما تلقى زياد جراح تدريبات على الطيران في مدرسة مختلفة يقع مقرها في مدينة فينيس أيضا. عندما وصل عطا والشحي إلى فلوريدا، أقاما في البداية مع مسؤول الحسابات في مدرسة هوفمان وزوجته في غرفة احتياطية في منزلهما. بعد أسبوع، طُلب منهما المغادرة لأنهما لم يكونا مهذبين. ثم انتقل عطا والشحي إلى منزل صغير قريب في بلدة نوكوميس حيث مكثا هناك لمدة ستة أشهر.
بدأ عطا التدريب على الطيران في 6 يوليو 2000، واستمر في التدريب كل يوم تقريبًا. بحلول نهاية شهر يوليو، كان عطا والشحي قادرين على القيام برحلات طيران منفردة. حصل عطا على رخصة طيار خاص في سبتمبر، ثم قرر هو والشحي تغيير مدرسة الطيران الحالية. كلاهما التحق بمدرسة جونز للطيران في مدينة ساراسوتا وتلقيا تدريباً هناك لفترة وجيزة. كانت لديهم مشاكل في اتباع التعليمات وكانوا مستائين للغاية عندما فشلوا في امتحان المرحلة الأولى في مدرسة جونز للطيران. قام عطا والشحي بالاستفسار عن الطائرات ذات المحركات المتعددة وأخبرا المدرب أنهما «يريدان المضي قدما في التدريب بسرعة، لأنهما كانا ينتظران وظيفة في بلادهما عند الانتهاء من التدريب في الولايات المتحدة». في منتصف أكتوبر، عاد عطا والشحي إلى مدرسة هوفمان للطيران لمواصلة التدريب. في نوفمبر 2000، حصل عطا على مؤهل كفاءة الطيران بواسطة العدادات، ثم حصل على رخصة طيار تجاري في ديسمبر من إدارة الطيران الفيدرالية.
واستمر عطا في تدريبات الطيران التي شملت التدريب على رحلات الطيران المنفردة وعبر المحاكيات. في 22 ديسمبر، تقدم عطا والشحي بطلب إلى شركة إيجل إنترناشيونال للتدريب على الطائرات العملاقة ومحاكيات الطيران لطرازات ماكدونيل دوغلاس دي سي-9 وبوينغ 737-300. في 26 ديسمبر، احتاج عطا والشحي إلى سحب الطائرة بايبر شيروكي التي استأجراها بعد توقف المحرك على مدرج الطائرات في مطار ميامي الدولي. في 29 و30 ديسمبر، ذهب عطا ومروان إلى مطار أوبا لوكا حيث كانا يتدربان على جهاز محاكاة بوينغ 727، وحصلا على تدريب محاكاة للطائرات من طراز بوينغ 767 من أكاديمية بان آم الدولية للتدريب على الطيران في 31 ديسمبر. واشترى عطا مقاطع فيديو مصورة من مقصورة القيادة لطائرات بوينغ 747–200، وبوينغ 757–200، وطرازات إيرباص A320 وبوينغ 767-300ER عن طريق عمل طلبات عبر البريد من متجر Sporty's Pilot في مدينة باتافيا، ولاية أوهايو، في نوفمبر وديسمبر 2000.
وتشير سجلات المكالمات على هاتف عطا المحمول إلى أنه اتصل هاتفيا بالسفارة المغربية في واشنطن في الثاني من يناير، قبل أن يصل الشحي إلى البلاد (المغرب) عبر الطيران. سافر عطا عبر الطيران إلى إسبانيا في 4 يناير 2001 للتنسيق مع بن الشيبة وعاد إلى الولايات المتحدة في 10 يناير. أثناء وجوده في الولايات المتحدة، سافر إلى مدينة لورنسفيل، ولاية جورجيا، حيث قام هو والشحي بزيارة نادي اللياقة البدنية والصحية. خلال ذلك الوقت، أقلع عطا من حقل بريسكو في لورنسفيل ومعه قائد الطائرة، وقام عطا ومعه إما قائد الطائرة أو الشحي بالطيران حول منطقة أتلانتا. أقاموا في هذه المنطقة لعدة أشهر. وفي 3 أبريل، استأجر عطا والشحي صندوق بريد في مدينة فيرجينيا بيتش بولاية فيرجينيا.
في 11 أبريل، استأجر عطا والشحي شقة رقم 122 في شارع أتلانتيك 1001، مدينة كورال سبرينجز، فلوريدا، مقابل 840 دولار في الشهر، وساعد في وصول الخاطفين العضليين. في 16 أبريل، استلم عطا تنويها يفيد بعدم امتلاكه رخصة قيادة صالحة، وبدأ خطوات الحصول على الرخصة. في 2 مايو، تسلم عطا رخصة قيادته من مدينة لاودرديل ليكس بولاية فلوريدا. أثناء وجوده في الولايات المتحدة، امتلك عطا سيارة بونتياك جراند بريكس حمراء إصدار عام 1989.
في 27 يونيو، سافر عطا عبر الطيران من مدينة فورت لاودرديل إلى مدينة بوسطن، ولاية ماساتشوستس، حيث أمضى يوما هناك، ثم استمر وصولا إلى مدينة سان فرانسيسكو ومكث هناك لفترة قصيرة، ومن هناك سافر إلى مدينة لاس فيغاس. في 28 يونيو، وصل عطا إلى مطار ماكاران الدولي في لاس فيغاس للقاء الطيارين الثلاثة الآخرين. استأجر عطا سيارة شيفروليه ماليبو من وكالة ألامو لتأجير السيارات. لا يُعرف المكان الذي أقام فيه عطا في تلك الليلة، ولكن في التاسع والعشرين من ذلك الشهر، قام بالتسجيل في فندق Econo Lodge في شارع جنوب لاس فيغاس 1150. في هذا الفندق قام بإبراز عضوية جمعية السيارات الأمريكية للحصول على خصم، ودفع نقدا 49.50 دولار لليلة في غرفة واحدة. خلال رحلته إلى لاس فيغاس، يُعتقد أنه قام باستخدام كاميرا فيديو استأجرها في وقت سابق من منفذ Select Photo في مدينة دلراي بيتش بولاية فلوريدا.

### لقاء يوليو 2001 في إسبانيا
في يوليو 2001، غادر عطا مرة أخرى إلى إسبانيا للقاء بن الشيبة للمرة الأخيرة. في 7 يوليو 2001، سافر عطا على متن طائرة الخطوط الجوية السويسرية الرحلة 117 من مدينة ميامي إلى مدينة زيوريخ، حيث توقف هناك بشكل مؤقت. في 8 يوليو، تم رصد عطا في شريط فيديو للمراقبة عندما سحب 1700 فرنك سويسري من ماكينة الصرف الآلي. قام عطا باستخدام بطاقة الائتمان الخاصة به لشراء سكينين سويسريين وبعض الشوكولاته من متجر في مطار زيوريخ. بعد توقفه المؤقت في زيوريخ، وصل عطا إلى مدينة مدريد في الساعة 4:45 مساءً على متن الرحلة 656 التابعة للخطوط الجوية السويسرية، وقضى عدة ساعات في المطار. ثم في الساعة 8:50 مساءً، قام بتسجيل دخول في فندق Diana Cazadora في بلدة باراخاس، وهي بلدة تقع بالقرب من المطار. قام عطا بإجراء مكالمة واحدة في تلك الليلة ومكالمتين في صباح اليوم التالي مع بشار أحمد علي مصلح، وهو طالب أردني يدرس في هامبورغ، وعمل كحلقة اتصال مع بن الشيبة.
في صباح يوم 9 يوليو، استأجر محمد عطا سيارة هيونداي أكسنت لونها فضي، والتي حجزها من شركة SIXT لتأجير السيارات في الفترة من 9 إلى 16 يوليو، ثم امتدت لاحقًا إلى 19 يوليو. قاد عطا السيارة من مدريد متجها شرقا نحو منطقة شاطئ البحر الأبيض المتوسط إلى مدينة طراغونة. على الطريق، توقف عطا في مدينة ريوس لاصطحاب رمزي بن الشيبة من المطار. ثم اتجها إلى مدينة كمبريلز، حيث أمضيا ليلة في فندق مونيكا. غادر الرجلان الفندق صباح اليوم التالي، وأمضيا الأيام القليلة القادمة في مكان مجهول في مدينة طراغونة. وبسبب عدم وجود ما يشير إلى قيامهم بالإقامة في الفنادق الأخرى أو وجود إيصالات موقعة أو أثر لاستخدامهم بطاقات الائتمان فقد أدى ذلك إلى اعتقاد المحققين بأن الرجال ربما التقوا في منزل آمن تولى تجهيزه عملاء آخرون في تنظيم القاعدة في إسبانيا. هناك، عقد عطا وبن الشيبة اجتماعاً لاستكمال التخطيط للهجمات. تم العثور على العديد من الشواهد التي تربط إقامتهم في إسبانيا بعماد الدين بركات جركس (أبو الدحداح) وهو سوري الجنسية، وعامر العزيزي، وهو مغربي مقيم في إسبانيا. هؤلاء يعتقد بأنهم ساعدوا في ترتيب واستضافة الاجتماع في طراغونة. ويعتقد يسري فودة، الذي أجرى مقابلة مع بن الشيبة وخالد شيخ محمد قبل الاعتقال، أن سعيد بحجي وخالد شيخ محمد ربما كانا حاضرين في الاجتماع. وقال المحققون الإسبان إن مروان الشحي واثنين آخرين انضموا لاحقا إلى الاجتماع. لم يتحدث بن الشيبة عن هذه المقابلة مع فودة.
خلال اجتماعات اسبانيا، قام عطا وبن الشيبة بتنسيق تفاصيل الهجمات. حصلت لجنة التحقيق في هجمات الحادي عشر من سبتمبر على تفاصيل حول الاجتماع، استناداً إلى استجوابات بن الشيبة في الأسابيع التي أعقبت اعتقاله في سبتمبر 2002. أوضح بن الشيبة أنه قام بإيصال تعليمات أسامة بن لادن، بما في ذلك رغبته في تنفيذ الهجمات في أقرب وقت ممكن. كان بن لادن قلقاً بشأن وجود العديد من عملاء القاعدة في الولايات المتحدة. أكد عطا أن جميع الخاطفين العضليين قد وصلوا إلى الولايات المتحدة، دون أي مشاكل، لكنه قال إنه يحتاج من خمسة إلى ستة أسابيع أخرى لوضع التفاصيل. كما طلب بن لادن عدم إبلاغ أي عملاء آخرين بالمعلومات المحددة حتى اللحظة الأخيرة. خلال الاجتماع، قام عطا وبن الشيبة أيضا بتحديد الأهداف، وقاما باستبعاد استهداف المحطات النووية. أوصل بن الشيبة قائمة أهداف بن لادن؛ حيث أراد بن لادن الهجوم على مبنى الكونغرس، والبنتاغون، ومركز التجارة العالمي، والتي تعتبر «رموزًا لأمريكا». وإذا لم يتمكن أي من الخاطفين من الوصول إلى أهدافهم المقصودة، يقول عطا بأن عليهم تحطيم الطائرة. كما ناقشوا أيضا الصعوبات الشخصية التي واجهها عطا مع زميله الخاطف زياد جراح. وكان بن الشيبة قلقاً من أن جراح قد يتخلى عن الخطة. وقد اعتقد تقرير لجنة الحادي عشر من سبتمبر أن المتآمر الإرهابي الذي أدين في الوقت الحالي زكريا الموسوي كان يتم تدريبه كبديل محتمل لجراح.
في الفترة من 13 إلى 16 يوليو، أقام عطا في فندق Sant Jordi في طراغونة. بعد عودة بن الشيبة إلى ألمانيا في 16 يوليو 2001، قضى عطا ثلاثة أيام أخرى في إسبانيا. أمضى ليلتين في مدينة سالو في فندق Casablanca Playa Hotel القريب من الشاطئ، ثم أمضى آخر ليلتين في فندق Residencia Montsant. وفي 19 يوليو، عاد عطا إلى الولايات المتحدة، حيث استقل طائرة خطوط دلتا الجوية من مدريد إلى مدينة فورت لاودرديل، عبر أتلانتا.

### التخطيط النهائي في الولايات المتحدة
في 22 يوليو 2001، استأجر عطا سيارة ميتسوبيشي غالانت من شركة ألامو لتأجير السيارات، وقاد السيارة لـ3836 ميل قبل إعادتها في 26 يوليو. وفي 25 يوليو، قام عطا بتوصيل زياد جراح إلى مطار ميامي الدولي ليلتحق برحلة طيران عائدا إلى ألمانيا. في 26 يوليو، سافر عطا عبر خطوط كونتيننتال الجوية إلى مدينة نيوآرك، ولاية نيو جيرسي، وقام بتسجيل دخوله إلى فندق Kings Inn في مدينة واين، ولاية نيو جيرسي، وبقي هناك حتى 30 يوليو عندما استقل طائرة من نيوآرك عائدا إلى فورت لاودرديل.
في 4 أغسطس، يعتقد أن عطا كان موجودا في مطار أورلاندو الدولي في انتظار إحضار «الخاطف رقم 20» المشتبه به وهو محمد القحطاني القادم من دبي، والذي انتهى به الأمر إلى توقيفه من قبل سلطات مراقبة الهجرة باعتباره «مثيرا للشبهة». ويعتقد أن عطا استخدم هاتف عمومي في المطار للاتصال برقم «مرتبط بالقاعدة» بعد منع القحطاني من الدخول.
في 6 أغسطس، استأجر عطا والشحي سيارة بيضاء من طراز فورد إسكورت بأربعة أبواب عام 1995، والتي أعيدت في 13 أغسطس. في 6 أغسطس، حجز عطا رحلة على خطوط سبيريت الجوية من فورت لاودرديل إلى نيوآرك، حيث قام بالمغادرة يوم 7 أغسطس وعاد مرة أخرى في 9 أغسطس. لم يتم استخدام الحجز وتم إلغاؤه في 9 أغسطس بسبب «حالة طبية عائلية». بدلاً من ذلك، ذهب عطا إلى المكتب المركزي والسفر في مدينة بومبانو بيتش لشراء تذكرة رحلة طيران إلى نيوآرك، مغادراً مساء 7 أغسطس وليقوم بحجز مقعد العودة في المساء في 9 أغسطس. لم يستقل عطا رحلة طيران العودة. في 7 أغسطس، قام عطا بتسجيل دخول في فندق واين في مدينة واين، نيو جيرسي وقام بتسجيل خروج في 9 أغسطس. في نفس اليوم، قام بحجز تذكرة ذهاب فقط من الدرجة الأولى عبر الإنترنت على متن طائرة الرحلة 244 التابعة لخطوط غرب أمريكا الجوية من مطار رونالد ريغان الوطني في واشنطن إلى لاس فيغاس. سافر عطا مرتين إلى لاس فيغاس في «رحلات مراقبة» ليتدرب على كيفية تنفيذ هجمات 11 سبتمبر. كما سافر خاطفون آخرون إلى لاس فيغاس في أوقات مختلفة في صيف عام 2001.
خلال الصيف، التقى عطا مع نواف الحازمي لمناقشة الوضع الخاص بالعملية شهريا.
في 23 أغسطس، تم إلغاء رخصة قيادة عطا غيابيا بعد أن فشل في حضور محكمة المرور للإجابة على الاقتباس الذي جاءه في وقت مبكر ويفيد بقيامه بالقيادة بدون ترخيص. وفي نفس اليوم، تواردت أنباء عن أن الموساد الإسرائيلي قد أعطى إسمه لوكالة المخابرات المركزية كجزء من قائمة تضم 19 إسما قالوا إنهم كانوا يخططون لهجوم في المستقبل القريب. هناك أربعة أسماء فقط معروفة على وجه التحديد، والآخرين هم مروان الشحي، خالد المحظار ونواف الحازمي. في 30 أغسطس تم رصده يقوم بشراء سكين متعدد الأغراض من متجر Wal-Mart بالقرب من الفندق الذي أقام فيه قبل 11 سبتمبر.

## هجمات 11 سبتمبر والوفاة

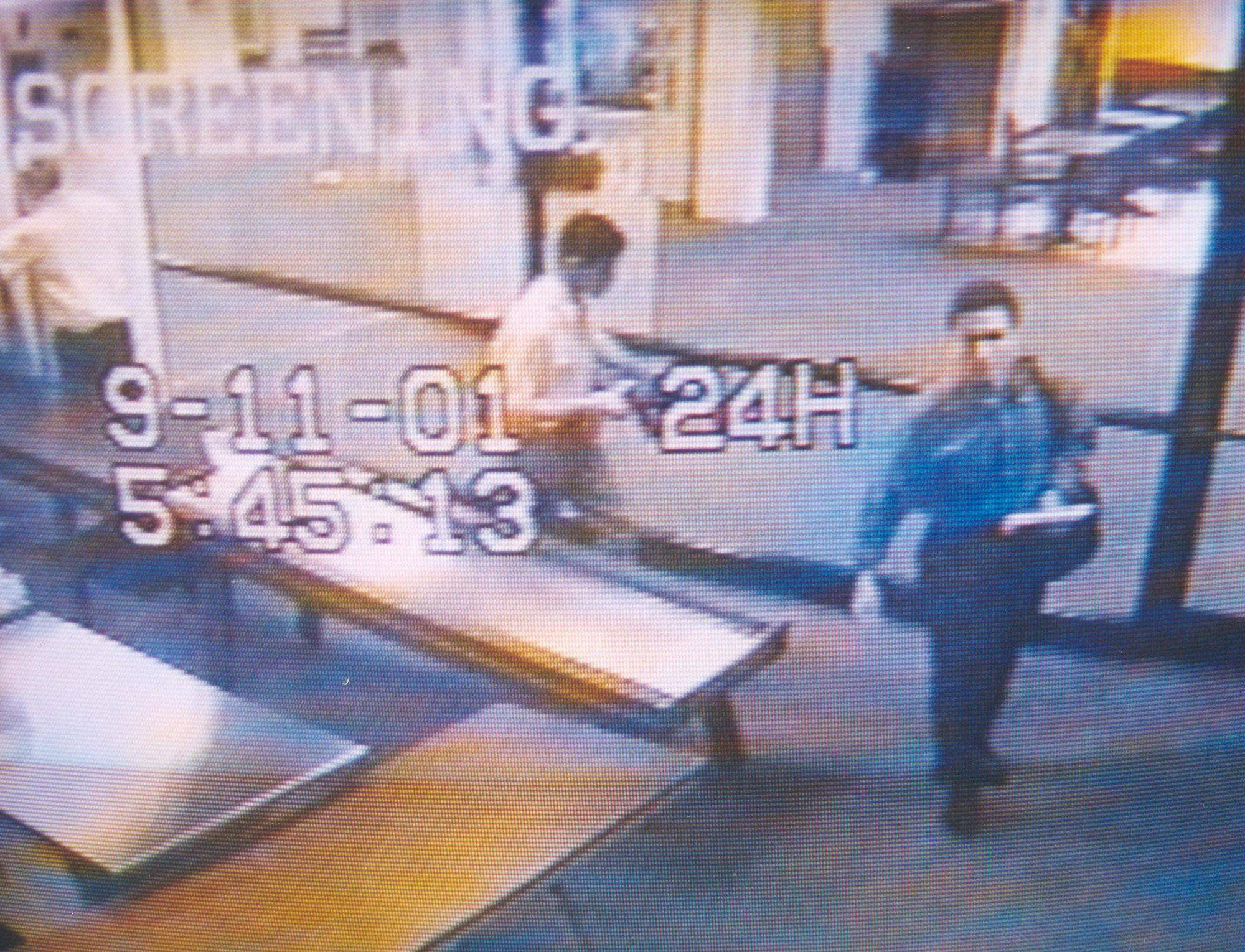
عطا (بالقميص الأزرق) والعمري في مطار بورتلاند الدولي للطائرات التجارية في بورتلاند، ولاية مين، وذلك في صباح يوم 11 سبتمبر.

في 10 سبتمبر 2001، قام عطا بإحضار عبد العزيز العمري من فندق Milner في بوسطن، ماساتشوستس، واتجه الاثنان بسيارتهما المؤجرة من نوع نيسان ألتيما إلى فندق Comfort Inn في مدينة جنوب بورتلاند، بولاية مين. وعلى الطريق، تمت مشاهدتهما وهما يحصلان على البنزين من محطة غاز إكسون. لقد وصلوا الساعة 5:43 مساء وقضوا الليلة في الغرفة 233. أثناء وجودهما في مدينة جنوب بورتلاند، تمت مشاهدتهما وهما يقومان بعمليتي سحب نقدي من أجهزة الصراف الآلي وقد توقفا في وول مارت. وأفاد مكتب التحقيقات الفيدرالي أيضا أنه قد تمت رؤية «رجلين من الشرق الأوسط» في موقف للسيارات في بيتزا هت، حيث كان من المعروف أن عطا قد أكل في ذلك اليوم.
وصل عطا والعمري في وقت مبكر من صباح اليوم التالي، وذلك في تمام الساعة 5:40 صباحاً، في مطار بورتلاند الدولي للطائرات التجارية، حيث تركا سيارتهما المؤجرة في موقف السيارات، وصعدا في الساعة 6 صباحًا على متن طائرة كولغان اير (خطوط الولايات المتحدة إكسبريس) من طراز BE-1900C المتجهة إلى مطار لوجان الدولي في بوسطن. وفي بورتلاند، تم اختيار محمد عطا من قبل النظام السابق للتمحيص بالنسبة للركاب بمساعدة الكمبيوتر ليخضع لفحص إضافي للبحث عن متفجرات ولكن لم يكن هناك أي فحص إضافي في نقطة تفتيش أمن المسافرين.
كان الاتصال بين الرحلتين في مطار لوجان الدولي في صالة B، لكن البوابات لم تكن متصلة ضمن النطاق الأمني. كان على المسافرين مغادرة المنطقة المؤمنة، والخروج خارج المبنى، وعبور الطريق المغطى، ودخول مبنى آخر قبل المرور بنقطة الأمن مرة أخرى. هناك قسمان منفصلان في المبنى B؛ حيث تستخدم خطوط الولايات المتحدة الردهة الجنوبية بشكل رئيسي بينما تستخدم شركة الخطوط الجوية الأمريكية في المقام الأول الردهة الشمالية. غفل عطا عن أنه لا يزال هناك فحص أمني للعبور في بوسطن بسبب هذا الاهتمام الدقيق بنظام الصالة. في الساعة 6:45 صباحا، بينما كان في مطار بوسطن، وصلت عطا مكالمة من الخاطف لطائرة 175 مروان الشحي. وكان من الواضح أن هذه المكالمة للتأكيد أن الهجمات كانت جاهزة للبدء. صعد عطا إلى طائرة الخطوط الجوية الأمريكية رقم 11، وقد مر عبر نقطة الأمن مرة أخرى، وصعد على متن الطائرة. جلس عطا على مقعد في درجة رجال الأعمال، وهو مقعد 8D. وفي الساعة 7:59، أقلعت الطائرة من بوسطن، تحمل على متنها 81 راكبا.
بدأ الاختطاف في الساعة 8:14 صباحًا - بعد 15 دقيقة من إقلاع الطائرة – عندما كانت خدمة تقديم المشروبات على وشك البدء. في هذا الوقت، توقف الطيارون عن الاستجابة للمراقبة الجوية، وبدأت الطائرة في الانحراف عن المسار المخطط له. في الساعة 8:18 صباحاً، بدأت مضيفات الرحلة بيتي أونغ ومادلين آمي سويني بإجراء مكالمات هاتفية مع الخطوط الجوية الأمريكية للإبلاغ عما كان يحدث. قدمت أونغ معلومات عن عدم وجود تواصل مع قمرة القيادة، وعدم القدرة على الوصول إلى القمرة، وعن وجود إصابات بين الركاب. في الساعة 8:24:38 صباحا، سُمع صوت من قبل مراقبي الحركة الجوية، يُعتقد أنه لعطا، يقول: «لدينا بعض الطائرات. فقط ابقوا هادئين وستكونون بخير. سنعود إلى المطار». «لا أحد يتحرك، كل شيء سيكون على ما يرام. إذا حاول أحد القيام بأي تحركات سيعرض نفسه للخطر وكذلك الطائرة. ابقوا هادئين.» «لا أحد يتحرك، من فضلكم. سنعود إلى المطار. لا يحاول أحد القيام بأي تحركات حمقاء». تم إيقاف تشغيل جهاز المستجيب الخاص بالطائرة في الساعة 8:21 صباحًا. وفي الساعة 8:46:35 صباحا، اتجه عطا بالطائرة إلى البرج الشمالي لمركز التجارة العالمي.
ولأن الرحلة من بورتلاند إلى بوسطن قد تم تأجيلها، فإن حقائب عطا لم تصل إلى الرحلة 11. وتم انتشال حقائب عطا في وقت لاحق في مطار لوغان الدولي، وقد احتوت على الزي الرسمي للخطوط الجوية، وكتيبات ارشادات للرحلات الجوية، وغيرها من الأشياء. وشملت الأمتعة نسخة من وصية عطا مكتوبة باللغة العربية، بالإضافة إلى قائمة من التعليمات تسمى «الليلة الأخيرة». هذه الوثيقة مقسمة إلى ثلاثة أقسام. الأول هو عبارة عن قائمة من خمسة عشر نقطة تقدم تعليمات مفصلة عن الليلة الأخيرة من حياة الشهيد، والقسم الثاني يعطي تعليمات للسفر إلى الطائرة والقسم الثالث يتناول الوقت ما بين الصعود على متن الطائرة ونيل الشهادة. تقريبا كل هذه النقاط تناقش الاستعداد الروحي، مثل الصلاة وذكر القرآن.

## فيديو الشهادة
في 1 أكتوبر 2006، نشرت صحيفة الصنداي تايمز تسجيلا مصورا حصلت عليه «من خلال مصدر سبق اختباره»، تدعي أنه لمحمد عطا وزياد جراح وهما يسجلان رسالة الاستشهاد قبل ست سنوات في معسكر تدريب في أفغانستان. الفيديو، الذي يحمل تاريخ 18 يناير 2000، ذو دقة جيدة لكنه لا يحتوي على صوت. فشل قراء الشفاه في إجلاء ما يقولون. يظهر عطا وجراح في حالة معنوية عالية ويضحكان ويبتسمان أمام الكاميرا. لم يسبق لهما أن تم تصويرهما معا من قبل. وهناك مصادر مجهولة من كل من القاعدة والولايات المتحدة أكدت لصحيفة التايمز صحة الفيديو. ويُظهر مقطع منفصل من شريط الفيديو أسامة بن لادن يخاطب أتباعه في مجمع بالقرب من قندهار. تم التعرف على رمزي بن الشيبة أيضًا في الفيديو. ووفقا لصحيفة صنداي تايمز، فقد «عانى المحققون الأمريكيون والألمان من أجل العثور على أدلة عن مكان وجود عطا في يناير 2000 بعد أن اختفى من هامبورغ. الشريط الذي يصل طوله لمدة ساعة يحدد وجود عطا في أفغانستان في لحظة حاسمة من إعداد الهجمات عندما تم منحه قيادة العملية. وبعد ذلك بشهور، التحق هو وجراح بمدارس الطيران في أمريكا».

## هويات متشابهة
في أعقاب هجمات 11 سبتمبر 2001، تم نشر أسماء الخاطفين. كان هناك بعض التخبط فيما يتعلق بهوية محمد عطا ووجود أكثر من مشتبه به يحملون نفس الاسم. في البداية، اختلطت هوية محمد عطا مع هوية المواطن الأردني محمود محمود عطا الذي فجر حافلة إسرائيلية في الضفة الغربية عام 1986، مما أسفر عن مقتل شخص واحد وإصابة ثلاثة بجروح خطيرة. كان محمود عطا أكبر من محمد عطا ب 14 سنة. تم ترحيل محمود عطا، وهو مواطن أمريكي متجنس، من فنزويلا إلى الولايات المتحدة، وتم تسليمه إلى إسرائيل، وتمت محاكمته ونال حكما بالسجن المؤبد. بعد ذلك أسقطت المحكمة العليا الإسرائيلية الحكم وأطلقت سراحه. بعد 11/9، كانت هناك تقارير تفيد بأن شخصا يدعى محمد عطا قد حضر إلى مدرسة الضباط الدولية في قاعدة ماكسويل الجوية في مدينة مونتغمري، ولاية ألاباما. ونقلت صحيفة واشنطن بوست عن مسؤول في سلاح الجو الأمريكي الذي أوضح أن «وجود تناقضات في بياناتهم الشخصية، مثل وجود فارق في تاريخ الميلاد بحوالي 20 سنة، مما يشير إلى أننا ربما لا نتحدث عن نفس الأشخاص».

### الجدل حول براغ
في الأشهر التي تلت هجمات 11 سبتمبر، أكد مسؤولون في وزارة الداخلية التشيكية أن عطا ذهب في رحلة إلى براغ في 8 أبريل 2001، للقاء عميل استخبارات عراقي يدعى أحمد خليل إبراهيم سمير العاني. تم إيصال هذه المعلومات إلى مكتب التحقيقات الفيدرالي باعتبارها «استخبارات أولية غير مقيمة». استنتج مسؤولو الاستخبارات أن مثل هذا الاجتماع لم يحدث. وقد جاء رجل أعمال باكستاني يدعى محمد عطا إلى براغ قادمًا من المملكة العربية السعودية في 31 مايو 2000، وربما ساهم هذا التشابه الثاني في حدوث التباس. وصل المصري محمد عطا إلى محطة حافلات فلورنس في براغ، قادما من ألمانيا، في 2 يونيو 2000. غادر عطا براغ في اليوم التالي، وحلّق على متن الخطوط الجوية التشيكية إلى نيوآرك، نيو جيرسي، الولايات المتحدة. في جمهورية التشيك، يقول بعض مسؤولي الاستخبارات إن مصدر الاجتماع المزعوم كان مخبرا عربيا اتصل بالمخابرات التشيكية فقط عندما شاهد عطا بعد ظهور صوره في الصحف في جميع أنحاء العالم. وخلصت الولايات المتحدة ومسؤولي المخابرات التشيكية منذ ذلك الحين إلى أن الشخص الذي شوهد مع العاني قد تم تحديده بطريق الخطأ على أنه عطا، وقد أجمع المحققون على استنتاج أن عطا لم يحضر أبدا اجتماعا في براغ.

### مشروع إيبل دينجر
في عام 2005، زعم المقدم أنتوني شافر وعضو الكونغرس كيرت ويلدون أن مشروع التنقيب في بيانات وزارة الدفاع، إيبل دينجر، أنتج مخططًا حدد عطا، جنبًا إلى جنب مع نواف الحازمي، خالد المحضار، ومروان الشحي كأعضاء في خلية تنظيم القاعدة التي تتخذ من بروكلين مقراً لها في أوائل عام 2000. استند شافر إلى حد كبير في مزاعمه على ذاكرة القبطان البحري، سكوت فيلبوت، الذي تراجع عن ذلك فيما بعد، وأخبر المحققين أنه «مقتنع بأن عطا لم يكن على الرسم البياني الذي كان لدينا». وقال فيلبوت إن شافر كان «يعتمد على ذاكرتي بنسبة 100 في المائة»، وأشار تقرير المفتش العام لوزارة الدفاع إلى أن فيلبوت قد «بالغ في تقديره لمعرفته بهوية عطا لأنه كان من المؤيدين لاستخدام أساليب إيبل دينجر لمكافحة الإرهاب».
وقد قام خمسة من الشهود، الذين عملوا على مشروع إيبل دينجر وتم استجوابهم من قبل المفتش العام في وزارة الدفاع، قاموا بإبلاغ الصحفيين الاستقصائيين بأن إفاداتهم إلى المفتش العام قد تم تحريفها من قبل المحققين في تقرير المفتش العام النهائي، أو أن التقرير أغفل المعلومات الأساسية التي قدموها. تركزت التحريفات المزعومة في تقرير المفتش العام حول استبعاد أي دليل على أن مشروع إيبل دينجر قد قام بالتعرّف على عطا وتتبعه قبل 11/9.
كما يشير كتاب المقدم شافر بوضوح إلى التعرف المباشر على خلية بروكلين، وكذلك محمد عطا.

## رد فعل الأسرة وإنكارها
رفض والد عطا، محمد الأمير عوض السيد عطا، وهو محام متقاعد في مصر، رفض بشدة المزاعم حول تورط ابنه في هجمات 11 سبتمبر، واتهم بدلا من ذلك الموساد وحكومة الولايات المتحدة بأن لهم يدا في تلفيق ذلك لإبنه. ورفض عطا الأب تقارير إعلامية ذكرت أن ابنه كان يشرب الخمر بشراهة، ووصف بدلاً من ذلك ابنه بأنه فتى هادئ غير متورط في السياسة، وخجول وكرس نفسه لدراسة الهندسة المعمارية. وقال الشيخ عطا إنه تحدث مع محمد عبر الهاتف في اليوم التالي في 12 سبتمبر 2001. وأجرى عطا الأب مقابلات مع مجلة الأخبار الألمانية Bild am Sonntag في أواخر عام 2002، قائلاً إن ابنه على قيد الحياة ويختبئ خوفا على حياته، وأن المسيحيين الأمريكيين كانوا مسؤولين عن الهجمات. وفي مقابلة لاحقة في عام 2005، قال عطا الأب: «ابني قد رحل. إنه الآن مع الله. لقد قتله الموساد».

## الدوافع
هناك تفسيرات متعددة ومتضاربة لسلوك عطا ودوافعه. وقد اعتقد عالم النفس السياسي جيرولد بوست أن عطا ورفاقه من الخاطفين كانوا يتبعون أوامر من قيادة القاعدة، «ومهما قال زعيمهم الكاريزمي، المولع بالدمار، أسامة بن لادن، فهو الشيء الصحيح الذي ينبغي عمله من أجل مصلحة القضية وهو ما كانوا سيفعلونه.» بدوره، قال عالم السياسة، روبرت بيب، إن عطا كان مدفوعًا بالتزامه بالقضية السياسية، وأنه كان طبيعيا من الناحية النفسية، وأنه «لا يجب التسرع في وصفه بأنه مكتئب، فهو لم يكن ممن لا يقدرون على التمتع الحياة، ولم يكن منفصلا عن الأصدقاء والمجتمع». على النقيض من ذلك، وجد بروفيسور العدالة الجنائية آدم لانكفورد أدلة تشير إلى أن عطا كان انتحاريًا، وأن صراعه مع العزلة الاجتماعية، والاكتئاب، والشعور بالذنب، والخزي، واليأس، والغضب كان شبيها بصورة ملحوظة لصراع أولئك الذين يقومون بالانتحار بطريقة تقليدية أو يقومون بأعمال قتل تسبق الانتحار. من وجهة النظر هذه، أثرت معتقدات عطا السياسية والدينية على طريقة انتحاره واختيار هدفه، لكنها لم تكن الأسباب الكامنة وراء سلوكه.

## وصلات خارجية
- مقابلات مع أولئك الذين تفاعلوا مع عطا قبل 11 سبتمبر من برنامج "A Mission To Die For" على قناة ABC الأسترالية
- مقابلة أكتوبر 2001 مع ديتمار ماخوله – ماخوله كان مشرف رسالة عطا في جامعة هامبورغ–هاربورغ
- وصية عطا، المكتوبة عام 1996
- ملحمة عطا – سيرة عطا المنشورة في مجلة تايم في أكتوبر 2001
- الأيام الأخيرة لمحمد عطا – قصة قصيرة منشورة في صحيفة نيويوركر
- سلسلة وثائقية على قناة Court TV (الآن TruTV) "صورة تعريفية: محمد عطا – جندي الإرهاب" حلقة في عام (2002) من إنتاج FilmRise"